# Rasmus Lindgren
Pour les articles homonymes, voir Lindgren.
Rasmus Lindgren, né le 29 novembre 1984 à Landskrona, est un footballeur suédois qui joue actuellement au BK Häcken au poste de milieu de terrain.

## Biographie
En 2004, il est transféré à l'Ajax, en provenance du Landskrona BoIS, mais ne parvient pas à devenir titulaire sous le maillot de l'équipe d'Amsterdam. Il est alors prêté au FC Groningue, où il est définitivement transféré à la fin de la saison.
Le 27 janvier 2008, Lindgren est de retour à l'Ajax, à la suite d'un transfert de 2,5 M€. De l'été 2011 à septembre 2012, il joue en faveur du club autrichien du Red Bull Salzbourg. 
Fin novembre 2012, il retourne  pour trois ans et demi au FC Groningue.

## Carrière
- 2003-2005 : Ajax Amsterdam ( Pays-Bas)
- 2005-jan. 2008 : FC Groningue ( Pays-Bas)
- jan. 2008-2011 : Ajax Amsterdam ( Pays-Bas)
- 2011-sep. 2012 : Red Bull Salzbourg ( Autriche)
- sep. 2012-2016 : FC Groningue ( Pays-Bas)
- depuis 2017 :  BK Häcken ( Suède)

## Palmarès
- Ajax Amsterdam
  - Champion des Pays-Bas en 2011.
- FC Groningue
  - Vainqueur de la Coupe des Pays-Bas en 2015.